# Wietrzychówko
Wietrzychówko (deutsch Köllmisch Dietrichsdorf) ist ein kleiner Ort in der polnischen Woiwodschaft Ermland-Masuren und gehört zur Gmina Nidzica (Stadt- und Landgemeinde Neidenburg) im Powiat Nidzicki (Kreis Neidenburg).

## Geographische Lage
Wietrzychówko liegt im Südwesten der Woiwodschaft Ermland-Masuren, acht Kilometer nordwestlich der Kreisstadt Nidzica (deutsch Neidenburg). Die Bahnstrecke Działdowo–Olsztyn trennt den Ort von Wietrzychowo (Dietrichsdorf und Adlig Dietrichsdorf).

## Geschichte
Das Gründungsdatum von Köllmisch Dietrichsdorf ist nicht bekannt. Wohl aber deutet der Name darauf hin, dass es sich um einen nach Kulmer Recht (Köllmisch) gegründeten Ort handelt. In seinem Kern bestand der Ort lediglich aus zwei mittleren Höfen. Im Jahre 1874 wurde die Landgemeinde Köllmisch Dietrichsdorf in den neu errichteten Amtsbezirk Lahna (polnisch Łyna) im ostpreußischen Kreis Neidenburg eingegliedert. Am 1. Dezember 1910 hatte Köllmisch Dietrichsdorf 53 Einwohner.
Am 30. Januar 1928 schloss sich Köllmisch Dietrichsdorf mit Adlig Dietrichsdorf und dem Gutsbezirk Dietrichsdorf zur neuen Landgemeinde Dietrichsdorf (polnisch Wietrzychowo) zusammen.
Als 1945 in Kriegsfolge das südliche Ostpreußen an Polen überstellt wurde, war auch Köllmisch Dietrichsdorf davon betroffen. Der Ort erhielt die polnische Namensform „Wietrzychówko“ und ist heute eine Ortschaft im Verbund der Gmina Nidzica (Stadt- und Landgemeinde Neidenburg) im Powiat Nidzicki (Kreis Neidenburg), bis 1998 der Woiwodschaft Olsztyn, seither der Woiwodschaft Ermland-Masuren zugehörig.

## Kirche
Köllmisch Dietrichsdorf war bis 1945 in die evangelische Kirche Lahna in der Kirchenprovinz Ostpreußen der Kirche der Altpreußischen Union und in die römisch-katholische Kirche Neidenburg im Bistum Ermland eingepfarrt. Heute gehört Wietrychówko katholischerseits zur Pfarrei Łyna im Erzbistum Ermland, evangelischerseits zur Heilig-Kreuz-Kirche Nidzica in der Diözese Masuren der Evangelisch-Augsburgischen Kirche in Polen.

## Verkehr
Wietrzychówko ist über einen Verbindungsweg vom Nachbarort Wietrzychowo aus zu erreichen. Die nächste Bahnstation ist Dobrzyń (Gutfeld) an der Bahnstrecke Działdowo–Olsztyn (deutsch Soldau–Allenstein).